# Особняк Павла Крамера
Особняк Павла Крамера — здание в Ростове-на-Дону, расположенное на Пушкинской улице (дом 114). Особняк был построен в 1910-х годах ростовским меценатом П. И. Крамером. В 1997 году особняк был внесён в список памятников архитектуры местного значения. С 2000-х годов в особняке размещается ресторан Ростовского общественного собрания.

## История

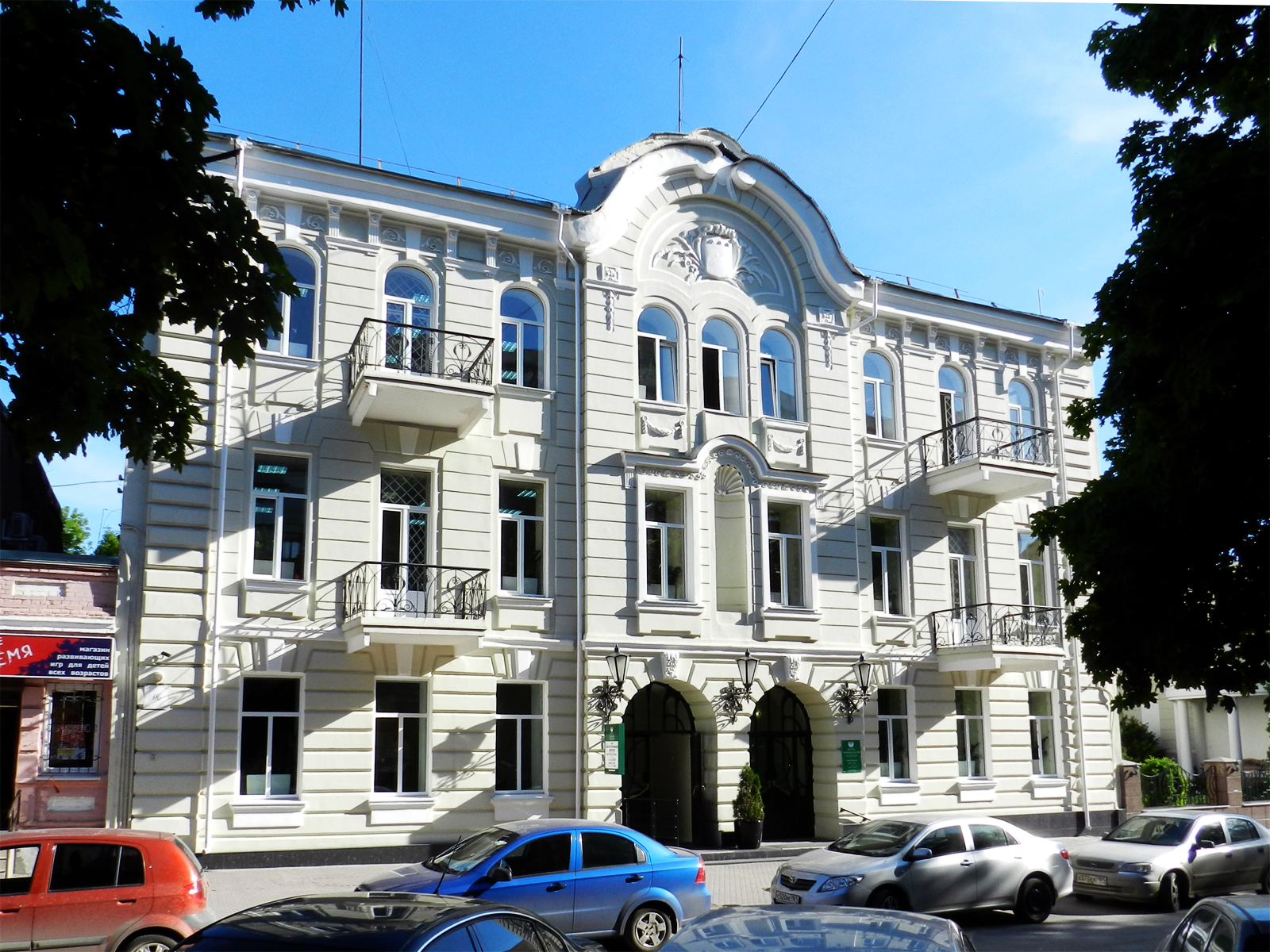
Доходный дом Крамера, построенный в 1900-е годы

Особняк, предположительно, был построен Павлом Ивановичем Крамером около 1914 года. Особняк примыкал к доходному дому Крамера, построенному в 1900-х годах. П. И. Крамер был известен как собиратель живописи.
В годы Гражданской войны Крамер уехал из Ростова. Его коллекция картин перешла к областному музею искусств. Особняк Крамера национализировали. С 1920-х годов он находился в ведении районного здравотдела. После Великой Отечественной войны в особняке размещалось обкомовское лечебное заведение.
В 1982 году особняк был реконструирован. Авторами проекта реконструкции были архитекторы Н. А. Сергеев и В. А. Королёв. После завершения реконструкции здание передали Дому писателей и композиторов.
К 1990-м годам особняк стал нуждаться в новом ремонте. Чтобы решить проблему содержания особняка его залы стали сдавать для различных мероприятий. Подвал особняка арендовал ресторан. В середине 1990-х годов в доме предложили открыть литературный музей. Но в 1999 году особняк перешёл в собственность Администрации Ростовской области и вновь подвергся реконструкции по проекту архитектора Г. Шевченко. При этом были заменены окна, части стен, крыша, междуэтажные перекрытия. После ремонта здание было передано Ростовскому общественному собранию. В особняке был открыт ресторан «Собрание».

## Архитектура
Двухэтажный особняк расположен в глубине участка, он имеет П-образную конфигурацию в плане. Фасад решён в неоклассическом стиле. Центр фасада украшает дугообразный эркер. По бокам друг напротив друга расположены протяжённые «крылья». Стены особняка рустованы. В оформлении фасада использованы карниз, штукатурные тяги, гирлянды и балясины. В центральной части особняка первоначально размещались приёмные залы и гостиные. По бокам располагались кабинеты, жилые комнаты и хозяйственные помещения.
В ходе реконструкции 1982 года у восточного крыла была сооружена одноэтажная пристройка. В западной части участка была построена беседка-полуротонда. В здании появился новый лепной плафон, а на втором этаже установили камин с изразцами.